# Hip hip hurra!
Hip hip hurra! è un film del 1987 diretto da Kjell Grede e basato sulla vita dei pittori nordici del gruppo Hip Hip Hurra!.

## Riconoscimenti
- European Film Awards 1988
  - Miglior Attrice non Protagonista (Lene Brøndum)
- Guldbagge Awards 1988
  - Miglior Attrice (Lene Brøndum)
  - Miglior Regia (Kjell Grede)
- Premi Robert 1988
- Miglior attrice non protagonista (Lene Brøndum)
- Rouen Nordic Film Festival 1989
  - Premio dei Giovani (Kjell Grede)
- Mostra Internazionale d'Arte Cinematografica di Venezia 1987
  - Osella d'oro: Miglior Fotografia (Sten Holmberg)
  - Premio Speciale della Giuria (Kjell Grede)